# (848) Инна
(848) Инна (лат. Inna) — астероид главного пояса, принадлежащий к семейству Фемид. Был обнаружен 5 сентября 1915 года русским астрономом Григорием Неуйминым в Симеизской обсерватории и назван в честь русского астронома Пулковской обсерватории Инны Николаевны Леман-Балановской. Независимо был открыт 9 сентября 1915 года немецким астрономом Максом Вольфом в обсерватории Хайдельберг.

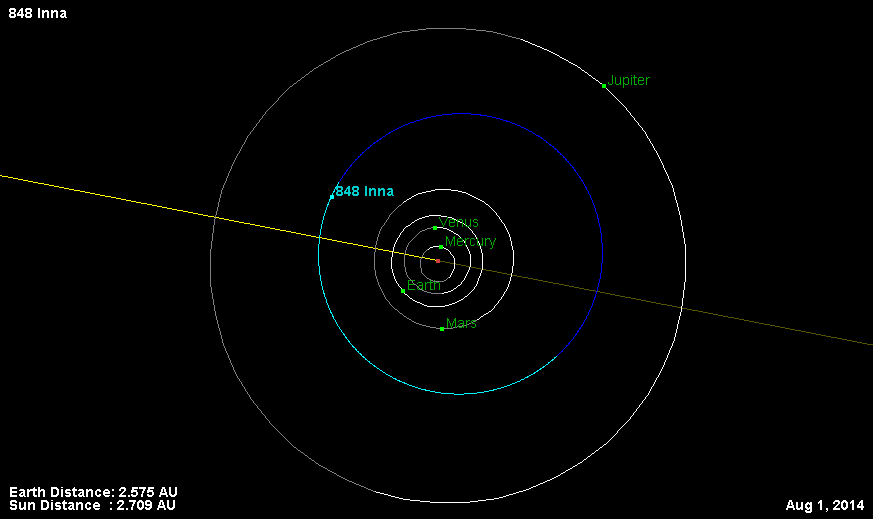
Орбита астероида Инна и его положение в Солнечной системе